# Sarah McTernan
Sarah McTernan (ur. 11 marca 1994 w Scariff w hrabstwie Clare) – irlandzka piosenkarka, reprezentantka Irlandii w Konkursie Piosenki Eurowizji 2019.

## Życiorys
W 2015 zajęła trzecie miejsce w programie The Voice of Ireland, jej trenerką była Rachel Stevens. W 2018 uczestniczyła w rywalizacji o reprezentowanie San Marino w Konkursie Piosenki Eurowizji w Lizbonie.
W 2019 z piosenką „22” reprezentowała Irlandię w 64. Konkursie Piosenki Eurowizji w Tel Awiwie. 16 maja wystąpiła w drugim półfinale konkursu jako druga w kolejności i zajęła ostatnie 18. miejsce, przez co nie zakwalifikowała się do finału.